# جيم فراي
جيم فراي (بالإنجليزية: Jim Frey)‏ هو لاعب كرة قاعدة أمريكي، ولد في 26 مايو 1931 في كليفلاند في الولايات المتحدة.

## وصلات خارجية
- جيم فراي على موقع دوري كرة القاعدة الرئيسي (الإنجليزية)
- جيم فراي على موقعبيزبول رفرنس.كوم (الدوري الثانوي) (الإنجليزية)